# رز گاردن پارتی
رز گاردن پارتی (به انگلیسی: Rosa 'Garden Party') یکی از رقم‌های رز و از گروه رز دورگه چای است. این رقم در سال ۱۹۵۹ میلادی به وجود آمد. به رنگ کرم و سفید با حاشیه‌های صورتی رنگ است. هر گل دارای ۲۸–۲۵ گلبرگ است. گاردن پارتی والد هر دو رقم رز رز مدال طلا و 'Gold Medal' و رز دبل دیلایت است.